# Nyno Vargas
Antonio Vargas Vargas  (Burjasot, 24 de febrero de 1992), conocido como Nyno Vargas, es un cantante español de rap, flamenco y reguetón que ha obtenido popularidad con algunas de sus canciones como «Hola, nena», «Soy yo», «Veneno» o «No te enamores», con los que ha conseguido un gran número de visualizaciones y certificaciones en discos de platino y oro.
En sus inicios musicales estableció su nombre artístico como Nyno Vargas y comenzó su carrera subiendo videos a internet, en los que interpretaba canciones y que se viralizaron. Tras formar la banda Terroristas Liricales junto a Scorpion y publicar «Chanelando del Tema» (2009), lanzó su primer tema en solitario con «Desde Las 613» (2010), que le dio gran popularidad y consiguió superar los 4 millones de visualizaciones en Youtube.
En 2015, fichó por la multinacional Warner Music, lanzando su primer álbum, El efecto Nyno, que consiguió alzarse con el número 3 en las listas de ventas y álbumes con mayor éxito. El sencillo del disco, «Soy yo», se lanzó previamente, consiguiendo más de 20 millones de visualizaciones en Youtube.
En 2016 lanza su segundo álbum Esa historia, que alcanza el segundo puesto en las listas de éxitos. En 2018 lanza el tercer álbum con el mismo sello discográfico, titulado Dicen de mí. Con ese disco también lanzó el sencillo «Nananae». Ese mismo año participa en el docu-reality Los reyes del barrio en Cuatro.
En 2020 se convierte en participante de Supervivientes en Telecinco. Mientras se encuentra en el concurso, se lanza el tema «Hola, nena» junto con el cantante trapero Omar Montes. En poco tiempo, el tema de convierte en un éxito y consigue la certificación de disco de platino, concedida por PROMUSICAE. En septiembre del mismo año lanza el sencillo «Toto» junto a la cantante Mala Rodríguez.
En 2021 lanza los sencillos «No te enamores» junto a RVFV y Maikel Delacalle y «No me lo creo», que alcanza un gran número de visualizaciones en plataformas como Youtube o Spotify. En mayo del mismo año se anuncia el lanzamiento de su cuarto álbum El efecto Nyno... continuará.

## Discografía

### Álbumes de estudio
| Título                       | Detalles                                                                                             | Mejor posición en ESP |
| ---------------------------- | --- | --------------------- |
| El efecto Nyno               | - Lanzamiento: 18 de septiembre de 2015 - Discográfica: Warner Music - Formato: CD, descarga digital | 3                     |
| Esa historia                 | - Lanzamiento: 9 de septiembre de 2016 - Discográfica: Warner Music - Formato: CD, descarga digital  | 2                     |
| Dicen de mí                  | - Lanzamiento: 21 de septiembre de 2018 - Discográfica: Warner Music - Formato: CD, descarga digital | 3                     |
| El efecto Nyno... continuará | - Lanzamiento: 11 de junio de 2021 - Discográfica: Warner Music - Formato: CD, descarga digital      | 9                     |

### Sencillos
| «Soy yo»                                                                                  | 2015 | ―  |                       | El efecto Nyno               |
| «Inolvidable»                                                                             | 2016 | ―  |                       | Esa historia                 |
| «Veneno»                                                                                  | 2016 | ―  |                       | Esa historia                 |
| «Nananae»                                                                                 | 2018 | ―  |                       | Dicen de mí                  |
| «Hola, nena» con Omar Montes                                                              | 2020 | 9  | - PROMUSICAE: Platino | El efecto Nyno... continuará |
| «Toto» con Mala Rodríguez                                                                 | 2020 | ―  |                       | El efecto Nyno... continuará |
| «Hola, mi amor» con Lérica y Junco                                                        | 2020 | ―  |                       | El efecto Nyno... continuará |
| «No te enamores» con RVFV y Maikel Delacalle                                              | 2021 | ―  |                       | El efecto Nyno... continuará |
| «No me lo creo»                                                                           | 2021 | ―  |                       | El efecto Nyno... continuará |
| «Rakata remix» con Varios artistas                                                        | 2021 | 39 | - PROMUSICAE: Oro     | (sin álbum)                  |
| «Me muero de risa» con NIA                                                                | 2021 | ―  |                       | (sin álbum)                  |
| "—" denota una canción que no ha entrado en lista o no ha sido lanzada en ese territorio. |      |    |                       |                              |

## Trayectoria en televisión
- Los reyes del barrio (2018) en Cuatro, protagonista.
- Supervivientes y  Cuatro (2020) en Telecinco como concursante.
- Sábado Deluxe (2020) en Telecinco como invitado.
- ¿Quién educa a quién? (2020) en TVE como invitado.
- Efecto Nyno (2020) en Mtmad, protagonista.
- Tu cara me suena (2021) en Antena 3, como invitado.
- ¡Feliz 2021! (2021) en TVE, como invitado.
- Benidorm Fest 2022 (2022) en TVE, como invitado.
- ¡Viva la fiesta! (2022-2023) en Telecinco, como invitado.